# Jisra'el Ješa'jahu
Jisra'el Ješa'jahu (hebrejsky ישראל ישעיהו‎, plným jménem ישראל ישעיהו שרעבי‎, Jisra'el Ješa'jahu Šar'abi, žil 20. dubna 1908 – 20. června 1979) byl izraelský politik a poslanec Knesetu za strany Mapaj, Ma'arach, Izraelská strana práce a Ma'arach.

## Biografie
Narodil se ve městě Sa'da v Jemenu. V roce 1929 přesídlil do dnešního Izraele. Získal náboženské vzdělání. Sekulární studium pak absolvoval formou kurzů z ekonomie, literatury a sociologie.

## Politická dráha
V mládí se v Jemenu angažoval v židovském hnutí Dor Daim. Po přesídlení do dnešního Izraele působil v letech 1934–1948 jako předseda oddělení pro imigraci a pro východní Židovstvo v rámci odborové centrály Histadrut. Zasedal v zaměstnanecké radě v Tel Avivu. V letech 1948–1952 se podílel na organizování imigrace Židů z Jemenu. letech 1971–1972 byl generálním tajemníkem Strany práce.
V izraelském parlamentu zasedl poprvé už po volbách v roce 1949, do nichž šel za Mapaj. Mandát ale získal až dodatečně, v únoru 1951, jako náhradník. Znovu byl za Mapaj zvolen ve volbách v roce 1951. Nastoupil coby člen výboru pro veřejné služby, výboru pro záležitosti vnitra a výboru pro jmenování rabínských soudců. Za Mapaj kandidoval úspěšně i ve volbách v roce 1955. Byl členem parlamentního výboru pro záležitosti vnitra, výboru pro veřejné služby a výboru pro ústavu, právo a spravedlnost. Působil jako místopředseda Knesetu. Na kandidátce Mapaj pronikl do Knesetu i po volbách v roce 1959, po nichž zůstal místopředsedou Knesetu. Zastával funkci člena výboru pro záležitosti vnitra a výboru pro vzdělávání a kulturu. Uspěl i ve volbách v roce 1961, opět za Mapaj. Kromě postu místopředsedy Knesetu držel i funkci člena parlamentního výboru pro jmenování rabínských soudců, výboru pro vzdělávání a kulturu, výboru pro záležitosti vnitra, výboru pro ústavu, právo a spravedlnost a výboru pro zahraniční záležitosti a obranu. Po volbách v roce 1965 v Knesetu zasedl, nyní za formaci Ma'arach. Pokračoval v držení postu místopředsedy parlamentu. Byl členem výboru pro zahraniční záležitosti a obranu a výboru pro ústavu, právo a spravedlnost. V průběhu funkčního období odešel do poslaneckého klubu Strany práce, aby se pak znovu vrátil do klubu Ma'arach. Znovu byl za Ma'arach zvolen ve volbách v roce 1969. Stal se předsedou Knesetu. Dále byl členem výboru pro jmenování rabínských soudců, výboru překladatelského a výboru pro zahraniční záležitosti a obranu. Předsedal výboru House Committee. V čele Knesetu zůstal jako opětovně zvolený poslanec i po volbách v roce 1973, do nichž šel znovu na kandidátce Ma'arach.
Zastával i vládní posty. V letech 1967–1969 byl ministrem poštovních služeb.